# Hyalurga mysis
Hyalurga mysis är en fjärilsart som beskrevs av Wilhelm Ferdinand Erichson 1848. Hyalurga mysis ingår i släktet Hyalurga och familjen björnspinnare. Inga underarter finns listade i Catalogue of Life.